# Пурномо, Мухаммед
Пурномо Мухаммед Юдхи (индон. Purnomo Muhammad Yudhi; 21 апреля 1961, Пурвокерто — 15 февраля 2019, Тангеранг-Селатан) — индонезийский бегун на короткие дистанции, участник Олимпийских игр.

## Карьера
Пурномо занимался легкой атлетикой, равняясь на успехи другого бегуна Мухаммеда Саренгата, который также добился международных успехов, сам будучи из простой семьи. Пурномо участвовал в чемпионате по легкой атлетике между учениками первого класса средней школы. В то время он соревновался только в носках, потому что не мог позволить себе обувь. Он выиграл золотую медаль в беге на 100 метров среди мужчин на чемпионате Азии по легкой атлетике в Джакарте (1985), и дважды стал чемпионом на Играх Юго-Восточной Африки. Он является единственным азиатским бегуном, который прошел полуфинал в беге на 100 метров среди мужчин на Олимпиаде 1984 года в Лос-Анджелесе.

## Личная жизнь
Пурномо был женат на Р. А. Энданг Ирмастиви, он является отцом четырёх сыновей. После завершения карьеры он принимал активное участие в спортивной организации, которая занималась бывшими индонезийскими олимпийцами. Позже он также занимался политической деятельностью в составе руководства партии Движение за великую Индонезию, занимая должность заместителя генерального председателя сектора молодежи и спорта.
15 февраля 2019 года Пурномо умер от рака после болезни, продолжавшейся нескольких лет.

## Достижения
- Двукратный серебряный призёр чемпионата Азии по легкой атлетике в Джакарте 1985 года;
- Победитель чемпионата Азии по легкой атлетике в Джакарте 1985 года;
- Чемпион Игр Юго-Восточной Азии на дистанции 200 м 1985 года;
- Чемпион Игр Юго-Восточной Азии в эстафете 4×100 м 1985 года (в составе сборной Индонезии);
- Бронзовый медалист Игр Юго-Восточной Азии на дистанции 100 м 1985 года.